# Alfred Wenzel
Alfred Wenzel (* 23. Oktober 1910 in Berlin; † 18. März 1976 in Bonn) war ein deutscher Verwaltungsjurist.

## Leben
Als Sohn eines Regierungs- und Vermessungsrats geboren, studierte Wenzel nach dem Besuch der Oberrealschule in Berlin-Steglitz Rechts- und Staatswissenschaften in Berlin und Marburg. Während seines Studiums wurde er 1929 Mitglied der Burschenschaft Neogermania Berlin und 1932 der Burschenschaft Ascano-Silesia Marburg. Bereits ab 1929 stand er als Werkstudent dem Nationalsozialismus nahe und trat 1931 in die NSDAP (Mitgliedsnummer 3.262.867) ein und war bis 1934 in der Parteileitung vor Ort tätig. 1933 trat er in die SS ein. Von 1931 bis 1934 war er als Politischer Leiter bzw. Block-Gruppen Zellenleiter tätig. 1934 nahm er an einem Gaurednerkurs in Berlin, an Lehrgängen der SS-Führerschule Mihla und auf der Landes-Schulungsburg Horodok teil. Er erhielt die Lehrberechtigung für SA-Wehrabzeichen. 1934 machte er seine Erste Juristische Staatsprüfung am Kammergericht Berlin und wurde 1935 Regierungsreferendar in Stettin.
1935 und 1936 war er als Kreisamtsleiter in Pyritz tätig. 1936 wurde er Beisitzer am Gaugericht in Stettin. 1938 machte er seine Zweite Juristische Staatsprüfung in Berlin und war dann als Assessor stellvertretender Landrat im Mansfelder Gebirgskreis und Torgau. Im Anschluss arbeitete er bei der Regierung Merseburg und ging 1939 zur Regierung Aurich, wo er das Polizei-, Verkehrs- und Kommunaldezernat leitete. 1940 wurde er Regierungsrat, jedoch für den Osteinsatz abgestellt. Am Zweiten Weltkrieg nahm er von 1939 bis 1941 als Unteroffizier der Flaktruppe teil und wurde nach dem Westfeldzug zum Leutnant der Reserve befördert. In der Landesleitung Ukraine der NSDAP eingesetzt, kam er in die Bezirksleitung Shitomir und wurde dann Gebietskommissar in Owrutsch. Im September 1943 wurde er Gebietskommissar in Kriwoi Rog, jedoch schon im November zur Dienststelle des Reichskommissars Ukraine versetzt, wo er Geschäftsführer der Hauptabteilung Zentralverwaltung und Leiter der Dienststelle Bialystok des Reichskommissars Ukraine wurde. 1944 wurde Wenzel Leiter des Gaugerichts der Landesleitung Ukraine.
Nach dem Ende des Krieges arbeitete er von 1946 bis 1949 als Justitiar und stellvertretender Geschäftsführer einer Groß- und Außenhandelsfirma in Hamburg und war dann bis 1952 als selbstständiger Kaufmann einer Groß- und Außenhandelsfirma in Hamburg tätig.
Ab 1952 arbeitete er als Angestellter und dann als Beamter im höheren Dienst beim Bundeskanzleramt, wo er beim Beauftragten des Bundeskanzlers in der Dienststelle Blank für die mit der Vermehrung der alliierten Truppen zusammenhängenden Fragen tätig war. Später wechselte er ins Verteidigungsministerium. Nachdem er bereits 1952 Oberregierungsrat geworden war, wurde er 1957 zum Ministerialrat ernannt. Von 1963 bis 1968 war er beim Bundesminister für Wissenschaftliche Forschung eingesetzt, von 1962 bis 1968 jedoch beurlaubt, da er als Geschäftsführer der Johannes-Kepler-Gesellschaft für Weltraumforschung arbeitete. Von 1968 bis 1973 war er wieder im Verteidigungsministerium eingesetzt. Von 1971 bis 1976 war er Aufsichtsratsvorsitzender der Deutschen Herold Lebensversicherung AG Bonn. 1973 ging er in den Ruhestand.

## Ehrungen
- Kriegsverdienstkreuz I. und II. Klasse mit Schwertern
- 1970: Bundesverdienstkreuz 1. Klasse

## Veröffentlichungen (Auswahl)
- Bundeswehrverwaltung. Sammlung von Bestimmungen für die Verwaltung der Bundeswehr, Loseblatt-Ausgabe, auch gemeinsam mit Albert Klas, Frankfurt am Main 1956–1973.
- Mein Wehrdienst. Das große Rechtshandbuch für den Soldaten. Mit Heinz Rutkowsky, Köln 1964.